# من یک معتاد به سکس هستم
من یک معتاد به سکس هستم فیلمی ساخته و نوشتهٔ کاوه زاهدی کارگردان مستقل آمریکایی محصول سال ۲۰۰۵ است. فیلم با مایه‌های کمیک و به روشی نیمه مستند، اعتیاد کارگردان (که در فیلم نقش خودش را ایفا می‌کند) به سکس و تأثیر آن بر زندگی و روابط عاطفی و کار فیلم‌سازی او در دهه‌های دوم و سوم عمرش بیان می‌کند.
زاهدی در این فیلم با صداقت و با استفاده از تکنیک‌های فیلم مستند (صدای راوی، تصویرسازی کامپیوتری، ...) الگوهای زندگی یک معتاد ـ دلیل‌تراشی، تصمیم به ترک، شکستن قول ـ را به تصویر می‌کشد. گنجاندن جزئیاتی در مورد ساخت فیلم از قبیل زندگی بعضی بازیگران، و قسمت‌هایی از فیلم‌های خانگی زاهدی از زنانی که با آنها رابطه داشته، سبب باورپذیرتر شدن فیلم می‌شود.
ساخت فیلم من یک معتاد به سکس هستم به دلیل مشکلات مالی و تولید پانزده سال طول کشید و اولین بار در جشنواره فیلم بین‌المللی روتردام پخش شد و پس از آن توسط شرکت «آی اف سی فیلمز» توزیع شد. زمان پخش فیلم ۹۸ دقیقه است و در بعضی کشورها به دلیل داشتن صحنه‌های سکس برای کودکان نامناسب تشخیص داده شده است.

## بازیگران
- کاوه زاهدی (در نقش خودش)
- ربکا لرد (کارولین)
- امیلی مورس (کریستا)
- آماندا هندرسن (دِوین)
- گرِگ وتکینز (در نقش خودش)